# Christopher Wolf
Christopher Wolf (* 26. Februar 1995 in Bamberg) ist ein deutscher Basketballspieler.

## Laufbahn
Wolf, Bruder von Nicolas Wolf, wurde im Nachwuchsnetzwerk des Bundesligisten Brose Baskets Bamberg ausgebildet und kam im Jugend- und Herrenbereich in mehreren Kooperationsmannschaften der Bamberger zum Einsatz: Beim TSV Breitengüßbach, bei den Regnitztal Baskets sowie beim FC Baunach. 2012 wurde er mit dem TSV Meister der Nachwuchs-Basketball-Bundesliga, 2014 schaffte er mit den Baunachern den Einzug in die Finalserie der 2. Bundesliga ProB und damit den Aufstieg in die zweite Liga (2. Bundesliga ProA).
Die Saison 2014/15 verbrachte er bei der TG Würzburg in der ProB, 2015 wechselte er zum Team Ehingen Urspring und holte mit der Mannschaft den ProB-Meistertitel 2016. Anschließend spielte er mit den „Steeples“ in der zweithöchsten deutschen Spielklasse.
Im Juli 2017 gab der BBC Coburg, Aufsteiger in die 2. Bundesliga ProB, Wolfs Verpflichtung bekannt. Anfang März 2021 gab er bekannt, an Krebs erkrankt zu sein. Ab der Saison 2021/22 spielte er nach überstandener Krankheit. wieder in Coburg. Im Januar 2022 zog er sich einen Knorpelschaden im Knie zu.